# Campanula lyrata
Campanula lyrata är en klockväxtart som beskrevs av Jean-Baptiste de Lamarck. Campanula lyrata ingår i släktet blåklockor, och familjen klockväxter.

## Underarter
Arten delas in i följande underarter:
- C. l. icarica
- C. l. lyrata